# .info (magazine)
Ne doit pas être confondu avec .info ou Info Magazine.
.info (au départ INFO=64 ou Info 64) était un magazine informatique couvrant les ordinateurs Commodore 8 bits et plus tard l'Amiga, publié de 1983 à 1992,.